# Kazimierz Ciepiela
Kazimierz Ciepiela (ur. 22 maja 1923 w Staroniwie, zm. 30 maja 2003) – pułkownik pilot Wojska Polskiego.

## Życiorys
Służbę wojskową rozpoczął 7 kwietnia 1945, gdy został powołany do 1 zapasowego pułku piechoty. 26 kwietnia 1945 ochotniczo wstąpił do Wojskowej Szkoły Pilotów w Dęblinie, którą ukończył 11 maja 1947, jako prymus w stopniu chorążego. Promocję otrzymał z rąk marszałka Polski Michała Rola-Żymierskiego.
Po promocji pełnił obowiązki pilota-instruktora w Oficerskiej Szkole Lotniczej Wojska Polskiego w Dęblinie, a później OSL Radom. Od 4 marca 1948 był dowódcą klucza lotniczego, a od 1 września 1949 - pomocnikiem dowódcy eskadry szkolenia oficerów rezerwy. 1 maja 1951 roku został dowódcą 4/5 eskadry szkolnej stacjonującej w Podlodowie, następnie (od 15 stycznia 1953 do 13 kwietnia 1955) był dowódcą 8 eskadry szkolenia podstawowego, którą w lutym 1955 roku przemianowano na 9 eskadrę pilotażu podstawowego Oficerskiej Szkoły Lotniczej im. Żwirki i Wigury w Radomiu z miejscem stacjonowania w Przasnyszu. 12 października 1954 został awansowany do stopnia majora. Od 13 kwietnia 1955 rozpoczął pełnienie obowiązków zastępcy do spraw pilotażu komendanta Oficerskiej Szkoły Lotniczej nr 5 w Radomiu. Obowiązki te wykonywał do 28 lutego 1958 r..
28 lutego 1958 został dowódcą 63 Pułku Szkolno-Bojowego w Tomaszowie Mazowieckim. 12 lipca 1958 objął stanowisko dowódcy 64 Lotniczego Pułku Szkolnego w Przasnyszu. 30 września 1960 został dowódcą 66 Lotniczego Pułku Szkolnego w Tomaszowie Mazowieckim i dowodził nim do 27 listopada 1978, kiedy to został pomocnikiem komendanta Wyższej Oficerskiej Szkoły Lotniczej w Dęblinie do spraw ogólnych. Obowiązki na tym stanowisku pełnił do 6 kwietnia 1983. Był pilotem wojskowym klasy pierwszej. Posiadał nalot ponad 4000 godzin.
10 października 1973 został wyróżniony przez Ministra Obrony Narodowej wpisem do „Honorowej Księgi Czynów Żołnierskich”, a w 1978 tytułem honorowym i odznaką „Zasłużony Pilot Wojskowy”.
W 1978 ukończył studia pedagogiczne na Uniwersytecie Marii Curie-Skłodowskiej w Lublinie.
Ożenił się z Anną Marią. W 1955 urodziła się córka Anna Kazimiera (żona komandora por. pil. Jarosława Andrychowskiego), a w 1960 córka Magda. Mieszkał w Puławach.
Zmarł 30 maja 2003 roku. Pochowany został w Dęblinie na Cmentarzu Parafialnym.

## Ordery i odznaczenia
- Krzyż Oficerski Orderu Odrodzenia Polski – 1970[3]
- Krzyż Kawalerski Orderu Odrodzenia Polski – 1963[3]
- Srebrny Krzyż Zasługi – dwukrotnie: 1949 i 1951[3]